# Selección de fútbol de la República Democrática del Congo
La selección de fútbol de la República Democrática del Congo es el equipo representativo del país en las competiciones oficiales. Es el sucesor de la Selección de fútbol del Zaire, que logró la clasificación para la fase final de la Copa del Mundo en 1974, siendo la primera selección del África central en clasificar a un Mundial de fútbol. Es miembro de la CAF desde 1962 y de la FIFA desde 1963.

## Historia
La Federación de Fútbol de la República Democrática del Congo se fundó en 1919, cuando el país aún no era independiente. La selección jugó su primer partido en 1948 conocida en aquel tiempo como el Congo Belga y jugó contra el seleccionado de Rodesia del Norte, hoy en día Zambia. En aquel partido la selección registró una victoria de 3-2 en casa. 
La República Democrática del Congo se encuentra afiliada a la FIFA desde 1962 y es miembro de la CAF desde 1963. El primer partido oficial que disputó tuvo lugar el 11 de abril de 1963 contra Mauritania en el Torneo L'Amitié jugado en Dakar Senegal. RD Congo ganó el partido por un marcador de 6-0.
La República Democrática del Congo tuvo su primer éxito internacional en la Copa Africana de Naciones 1968 celebrada en Etiopía, derrotando a Ghana por 1-0 en la final. La victoria más grande del equipo llegó el 22 de noviembre de 1969 cuando registro una victoria de local de 10-1 contra Zambia. Aunque un puñado de jugadores congoleños jugaban en Europa (particularmente en Bélgica) durante estos años. Los jugadores extranjeros eran retirados del mercado por obligaciones internacionales; una extraña excepción fue Julien Kialunda que representó a Zaire (como se conocía entonces en el país) en la Copa Africana de Naciones de 1972 cuando jugaba para el RSC Anderlecht.

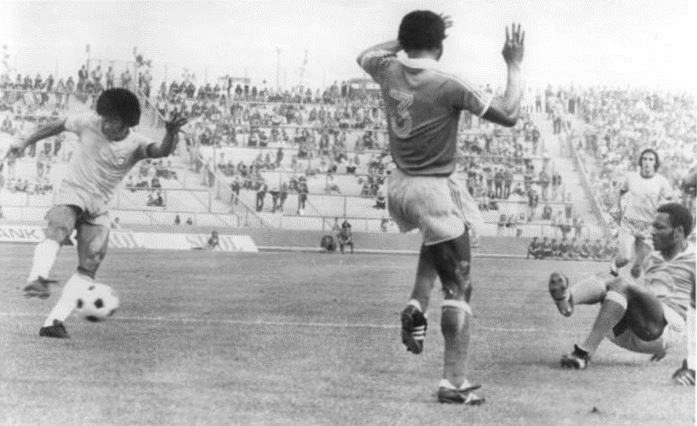
Zaire vs en el mundial de Alemania 1974.

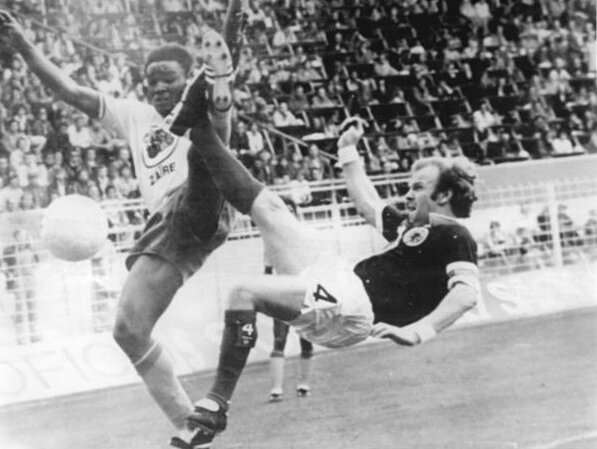
Zaire vs en el mundial de Alemania 1974.

El segundo título continental llegó en la Copa Africana de Naciones 1974 en Egipto. Los Leopards vencieron por 2-1 a Guinea; también consiguieron otras victorias contra sus rivales del Congo por 2-1 y 4-1 contra Mauricio. Estos resultados llevaron Zaire a las semifinales donde venció al anfitrión del torneo Egipto por 3-2. En la final Zaire empató con Zambia 2-2. Por lo tanto, el partido se repitió después de dos días donde Zaire ganó el juego 2-0. En Zaire el jugador Ndaye Mulamba fue el máximo goleador con nueve goles que sigue siendo un récord importante para el torneo.
Zaire fue el primer equipo de África Subsahariana en participar en una Copa Mundial de Fútbol, clasificándose para la Copa Mundial de Fútbol de 1974 celebrada en Alemania Federal. Tal era el deseo de fomentar una identidad de Zaire como jugador global que Mobutu pagó por vallas publicitarias en la Copa del Mundo. En el torneo Zaire no logró marcar ningún gol y perdió todos sus partidos pero dio actuaciones creíbles contra Escocia y Brasil. Sin embargo fueron goleados 9-0 contra Yugoslavia que se convirtió en una de las peores de la selección en su historia y la segunda goleada mayor en la Copas Mundiales de Fútbol. Un momento extraño se vio en el partido contra Brasil; frente a un tiro libre a 25 metros de distancia en que el defensor Mwepu Ilunga al oír el pitido del árbitro, salió corriendo de la barrera de Zaire y pateó la pelota que debía disparar el jugador de Brasil hacia arriba por lo que recibió una tarjeta amarilla. Este fue votado como el 17.º mejor momento de la Copa Mundial en una encuesta del Canal 4 de Reino Unido aunque muchos comentaristas lo consideraron como un ejemplo de la "ingenuidad e indisciplina" del fútbol africano. Sin embargo Ilunga había afirmado que no era bastante consciente de conocer las reglas y esperaba convencer al árbitro para que lo despidiera. La tarjeta roja prevista habría sido una protesta contra las autoridades de su país que presuntamente estaban privando a los jugadores de sus ganancias.
Después de ganar la Copa Africana de 1974 y haber participado en la Copa Mundial de Alemania 1974, la selección fue eliminado en la primera ronda de la Copa Africana de Naciones 1976 después de registrar un empate y dos derrotas en la fase de grupos. Marruecos pasó a ganar el torneo. De 1978 a 1986, el país no clasificó para la Copa Africana de Naciones mientras que no participó en la clasificación para la Copa Mundial de Fútbol de 1978 y la Copa Mundial de Fútbol de 1986. En la Copa Africana de Naciones 1988 Zaire terminó último en su grupo a pesar de haber conseguido dos empates.
De 1992 a 1996 Zaire alcanzó tres cuartos de final consecutivos en la Copa Africana de Naciones. En 1992 y 1994 fueron derrotados por Nigeria, y en 1996 fueron derrotados por Ghana. En 1997 el nombre del país cambió a RD Congo y el equipo nacional fue rebautizado como Simbas, un apodo que se mantuvo durante los siguientes nueve años. La República Democrática del Congo jugó su primer partido el 8 de junio de 1997 en Pointe-Noire, que terminó con una derrota por 1-0 ante Congo. En la Copa Africana de Naciones 1998 la República Democrática del Congo liderada por Louis Watunda consiguió el tercer lugar tras haber derrotando a Camerún en los cuartos de final y venciendo a Burkina Faso por 4-1 en los penaltis en su último partido después de anotar tres goles tardíos para empatar el encuentro 4-4.
En la Copa Africana de Naciones 2000 la selección terminó tercera en su grupo, y en 2002 fueron eliminados en los cuartos de final por Senegal. Luego en 2004 la República Democrática del Congo fue eliminada después de 3 derrotas seguidas en las fases de grupos. En 2006 liderado por el entrenador francés Claude Le Roy terminaron segundos en el grupo detrás de Camerún pero el seleccionado fue eliminado en los cuartos de final por Egipto 1-4.
La República Democrática del Congo fue incluida en el grupo 10 para las clasificaciones de la Copa Africana de Naciones 2008 junto con Libia, Namibia y Etiopía. Antes del último día de partido, los congoleños lideraban el grupo, pero empataron 1-1 con Libia en su último partido, mientras que Namibia venció a Etiopía por 3-2. Esto envió al seleccionado de Namibia a la Final mientras que los Leopardos fueron eliminados. La República Democrática del Congo tampoco se clasificó para la Copa Mundial de Fútbol de 2010. En 2009, RD Congo ganó el Campeonato Africano de Naciones 2009 una competencia reservada para jugadores de ligas nacionales un torneo que ganarían de nuevo en 2016. La República Democrática en la Copa Africana de Naciones 2013 celebrada en Sudáfrica fueron eliminados en la fase de grupos luego de haber empatado los tres partidos correspondientes.
En la Copa Africana de Naciones 2015 la República Democrática del Congo volvió a empatar en los tres partidos del grupo pero esta vez terminó segundo en el grupo detrás de Túnez y avanzó a los cuartos de final para jugar contra su rival. En el partido disputado en cuartos de final los Leopardos lograron ganarle 4-2 al Congo en un partido muy difícil. Sin embargo fueron derrotados 3-1 por Costa de Marfil en las semifinales. Finalmente terminaron logrando el tercer lugar tras vencer a Guinea Ecuatorial en los penaltis después de que el partido por el tercer lugar terminara 0-0 después de que se cumpliera el tiempo reglamentario.

## Últimos partidos y próximos encuentros
Actualizado al último partido jugado el 17 de agosto de 2025
| Fecha      | Ciudad       | Local               | Resultado | Visitante           | Competición                            |
| ---------- | ------------ | ------------------- | --------- | ------------------- | -------------------------------------- |
| 09-06-2024 | Kinsasa      | Rep. Dem. del Congo | 1:0       | Togo                | Clasificación Copa Mundial 2026        |
| 06-09-2024 | Kinsasa      | Rep. Dem. del Congo | 1:0       | Guinea              | Clas. Copa Africana de Naciones 2025   |
| 09-09-2024 | Dar es-Salam | Etiopía             | 0:2       | Rep. Dem. del Congo | Clas. Copa Africana de Naciones 2025   |
| 10-10-2024 | Kinsasa      | Rep. Dem. del Congo | 1:0       | Tanzania            | Clas. Copa Africana de Naciones 2025   |
| 15-10-2024 | Dar es-Salam | Tanzania            | 0:2       | Rep. Dem. del Congo | Clas. Copa Africana de Naciones 2025   |
| 16-11-2024 | Abiyán       | Guinea              | 1:0       | Rep. Dem. del Congo | Clas. Copa Africana de Naciones 2025   |
| 19-11-2024 | Kinsasa      | Rep. Dem. del Congo | 1:2       | Etiopía             | Clas. Copa Africana de Naciones 2025   |
| 21-12-2024 | Abiyán       | Chad                | 1:1       | Rep. Dem. del Congo | Clasificación Campeonato Africano 2025 |
| 28-12-2024 | Kinsasa      | Rep. Dem. del Congo | 3:1       | Chad                | Clasificación Campeonato Africano 2025 |
| 21-03-2025 | Kinsasa      | Rep. Dem. del Congo | 1:0       | Sudán del Sur       | Clasificación Copa Mundial 2026        |
| 25-03-2024 | Nuadibú      | Mauritania          | 0:2       | Rep. Dem. del Congo | Clasificación Copa Mundial 2026        |
| 05-06-2025 | Loiret       | Rep. Dem. del Congo | 1:0       | Malí                | Partido amistoso                       |
| 08-06-2025 | Orléans      | Rep. Dem. del Congo | 3:1       | Madagascar          | Partido amistoso                       |
| 03-08-2025 | Nairobi      | Kenia               | 1:0       | Rep. Dem. del Congo | Campeonato Africano 2025               |
| 07-08-2025 | Nairobi      | Rep. Dem. del Congo | 2:0       | Zambia              | Campeonato Africano 2025               |
| 14-08-2025 | Nairobi      | Angola              | 0:2       | Rep. Dem. del Congo | Campeonato Africano 2025               |
| 17-08-2025 | Nairobi      | Marruecos           | 3:1       | Rep. Dem. del Congo | Campeonato Africano 2025               |

## Estadísticas

### Copa Mundial de Fútbol
| Copa Mundial de Fútbol               | Copa Mundial de Fútbol  | Copa Mundial de Fútbol  | Copa Mundial de Fútbol  | Copa Mundial de Fútbol  | Copa Mundial de Fútbol  | Copa Mundial de Fútbol  | Copa Mundial de Fútbol  |
| Año                                  | Ronda                   | J                       | G                       | E                       | P                       | GF                      | GC                      |
| ------------------------------------ | ----------------------- | ----------------------- | ----------------------- | ----------------------- | ----------------------- | ----------------------- | ----------------------- |
| 1930 - 1938                          | No existía la selección | No existía la selección | No existía la selección | No existía la selección | No existía la selección | No existía la selección | No existía la selección |
| 1950 - 1970                          | No participó            | No participó            | No participó            | No participó            | No participó            | No participó            | No participó            |
| Como Zaire                           |                         |                         |                         |                         |                         |                         |                         |
| 1974                                 | Primera ronda           | 3                       | 0                       | 0                       | 3                       | 0                       | 14                      |
| 1978                                 | Se retiró               | Se retiró               | Se retiró               | Se retiró               | Se retiró               | Se retiró               | Se retiró               |
| 1982                                 | No clasificó            | No clasificó            | No clasificó            | No clasificó            | No clasificó            | No clasificó            | No clasificó            |
| 1986                                 | Suspendido              | Suspendido              | Suspendido              | Suspendido              | Suspendido              | Suspendido              | Suspendido              |
| 1990                                 | No clasificó            | No clasificó            | No clasificó            | No clasificó            | No clasificó            | No clasificó            | No clasificó            |
| 1994                                 | No clasificó            | No clasificó            | No clasificó            | No clasificó            | No clasificó            | No clasificó            | No clasificó            |
| Como República Democrática del Congo |                         |                         |                         |                         |                         |                         |                         |
| 1998                                 | No clasificó            | No clasificó            | No clasificó            | No clasificó            | No clasificó            | No clasificó            | No clasificó            |
| 2002                                 | No clasificó            | No clasificó            | No clasificó            | No clasificó            | No clasificó            | No clasificó            | No clasificó            |
| 2006                                 | No clasificó            | No clasificó            | No clasificó            | No clasificó            | No clasificó            | No clasificó            | No clasificó            |
| 2010                                 | No clasificó            | No clasificó            | No clasificó            | No clasificó            | No clasificó            | No clasificó            | No clasificó            |
| 2014                                 | No clasificó            | No clasificó            | No clasificó            | No clasificó            | No clasificó            | No clasificó            | No clasificó            |
| 2018                                 | No clasificó            | No clasificó            | No clasificó            | No clasificó            | No clasificó            | No clasificó            | No clasificó            |
| 2022                                 | No clasificó            | No clasificó            | No clasificó            | No clasificó            | No clasificó            | No clasificó            | No clasificó            |
| 2026                                 | Por disputarse          | Por disputarse          | Por disputarse          | Por disputarse          | Por disputarse          | Por disputarse          | Por disputarse          |
| 2030                                 | Por disputarse          | Por disputarse          | Por disputarse          | Por disputarse          | Por disputarse          | Por disputarse          | Por disputarse          |
| 2034                                 | Por disputarse          | Por disputarse          | Por disputarse          | Por disputarse          | Por disputarse          | Por disputarse          | Por disputarse          |
| Total                                | 1/22                    | 3                       | 0                       | 0                       | 3                       | 0                       | 14                      |

### Copa Africana de Naciones
| Copa Africana de Naciones            | Copa Africana de Naciones | Copa Africana de Naciones | Copa Africana de Naciones | Copa Africana de Naciones | Copa Africana de Naciones | Copa Africana de Naciones | Copa Africana de Naciones |
| Año                                  | Ronda                     | J                         | G                         | E                         | P                         | GF                        | GC                        |
| ------------------------------------ | ------------------------- | ------------------------- | ------------------------- | ------------------------- | ------------------------- | ------------------------- | ------------------------- |
| 1957                                 | No participó              | No participó              | No participó              | No participó              | No participó              | No participó              | No participó              |
| 1959                                 | No participó              | No participó              | No participó              | No participó              | No participó              | No participó              | No participó              |
| 1962                                 | No participó              | No participó              | No participó              | No participó              | No participó              | No participó              | No participó              |
| 1963                                 | No participó              | No participó              | No participó              | No participó              | No participó              | No participó              | No participó              |
| Como Congo-Léopoldville              |                           |                           |                           |                           |                           |                           |                           |
| 1965                                 | Fase de grupos            | 2                         | 0                         | 0                         | 2                         | 2                         | 8                         |
| Como Congo-Kinshasa                  |                           |                           |                           |                           |                           |                           |                           |
| 1968                                 | Campeón                   | 5                         | 4                         | 0                         | 1                         | 10                        | 2                         |
| 1970                                 | Fase de grupos            | 3                         | 0                         | 1                         | 2                         | 2                         | 5                         |
| Como Zaire                           |                           |                           |                           |                           |                           |                           |                           |
| 1972                                 | Cuarto lugar              | 5                         | 1                         | 2                         | 2                         | 9                         | 11                        |
| 1974                                 | Campeón                   | 6                         | 4                         | 1                         | 1                         | 14                        | 8                         |
| 1976                                 | Fase de grupos            | 3                         | 0                         | 1                         | 2                         | 3                         | 6                         |
| 1978                                 | No participó              | No participó              | No participó              | No participó              | No participó              | No participó              | No participó              |
| 1980                                 | No clasificó              | No clasificó              | No clasificó              | No clasificó              | No clasificó              | No clasificó              | No clasificó              |
| 1982                                 | No clasificó              | No clasificó              | No clasificó              | No clasificó              | No clasificó              | No clasificó              | No clasificó              |
| 1984                                 | Se retiró                 | Se retiró                 | Se retiró                 | Se retiró                 | Se retiró                 | Se retiró                 | Se retiró                 |
| 1986                                 | No clasificó              | No clasificó              | No clasificó              | No clasificó              | No clasificó              | No clasificó              | No clasificó              |
| 1988                                 | Fase de grupos            | 3                         | 0                         | 2                         | 1                         | 2                         | 3                         |
| 1990                                 | No clasificó              | No clasificó              | No clasificó              | No clasificó              | No clasificó              | No clasificó              | No clasificó              |
| 1992                                 | Cuartos de final          | 3                         | 0                         | 2                         | 1                         | 2                         | 3                         |
| 1994                                 | Cuartos de final          | 3                         | 1                         | 1                         | 1                         | 2                         | 3                         |
| 1996                                 | Cuartos de final          | 3                         | 1                         | 0                         | 2                         | 2                         | 3                         |
| Como República Democrática del Congo |                           |                           |                           |                           |                           |                           |                           |
| 1998                                 | Tercer lugar              | 6                         | 3                         | 1                         | 2                         | 10                        | 9                         |
| 2000                                 | Fase de grupos            | 3                         | 0                         | 2                         | 1                         | 0                         | 1                         |
| 2002                                 | Cuartos de final          | 4                         | 1                         | 1                         | 2                         | 3                         | 4                         |
| 2004                                 | Fase de grupos            | 3                         | 0                         | 0                         | 3                         | 1                         | 6                         |
| 2006                                 | Cuartos de final          | 4                         | 1                         | 1                         | 2                         | 3                         | 6                         |
| 2008                                 | No clasificó              | No clasificó              | No clasificó              | No clasificó              | No clasificó              | No clasificó              | No clasificó              |
| 2010                                 | No clasificó              | No clasificó              | No clasificó              | No clasificó              | No clasificó              | No clasificó              | No clasificó              |
| 2012                                 | No clasificó              | No clasificó              | No clasificó              | No clasificó              | No clasificó              | No clasificó              | No clasificó              |
| 2013                                 | Fase de grupos            | 3                         | 0                         | 3                         | 0                         | 3                         | 3                         |
| 2015                                 | Tercer lugar              | 6                         | 1                         | 4                         | 1                         | 7                         | 7                         |
| 2017                                 | Cuartos de final          | 4                         | 2                         | 1                         | 1                         | 7                         | 5                         |
| 2019                                 | Octavos de final          | 4                         | 1                         | 1                         | 2                         | 6                         | 6                         |
| 2021                                 | No clasificó              | No clasificó              | No clasificó              | No clasificó              | No clasificó              | No clasificó              | No clasificó              |
| 2023                                 | Cuarto lugar              | 7                         | 1                         | 5                         | 1                         | 6                         | 5                         |
| 2025                                 | Clasificado               | Clasificado               | Clasificado               | Clasificado               | Clasificado               | Clasificado               | Clasificado               |
| 2027                                 | Por definir               | Por definir               | Por definir               | Por definir               | Por definir               | Por definir               | Por definir               |
| Total                                | 21/35                     | 78                        | 21                        | 29                        | 28                        | 92                        | 96                        |

### Campeonato Africano de Naciones
| Campeonato Africano de Naciones | Campeonato Africano de Naciones | Campeonato Africano de Naciones | Campeonato Africano de Naciones | Campeonato Africano de Naciones | Campeonato Africano de Naciones | Campeonato Africano de Naciones | Campeonato Africano de Naciones |
| Año                             | Ronda                           | J                               | G                               | E                               | P                               | GF                              | GC                              |
| ------------------------------- | ------------------------------- | ------------------------------- | ------------------------------- | ------------------------------- | ------------------------------- | ------------------------------- | ------------------------------- |
| 2009                            | Campeón                         | 5                               | 3                               | 1                               | 1                               | 7                               | 5                               |
| 2011                            | Cuartos de final                | 4                               | 1                               | 1                               | 2                               | 3                               | 5                               |
| 2014                            | Cuartos de final                | 4                               | 2                               | 0                               | 2                               | 3                               | 3                               |
| 2016                            | Campeón                         | 6                               | 4                               | 1                               | 1                               | 14                              | 7                               |
| 2018                            | No clasificó                    | No clasificó                    | No clasificó                    | No clasificó                    | No clasificó                    | No clasificó                    | No clasificó                    |
| 2021                            | Cuartos de final                | 4                               | 2                               | 1                               | 1                               | 5                               | 4                               |
| 2023                            | Primera ronda                   | 3                               | 0                               | 2                               | 1                               | 0                               | 3                               |
| 2025                            | Primera ronda                   | 4                               | 2                               | 0                               | 2                               | 5                               | 4                               |
| Total                           | 7/8                             | 30                              | 14                              | 6                               | 10                              | 37                              | 31                              |

## Entrenadores
| - Ferenc Csanádi (1966-1968) - Léon Mokuna (1968-1970) - André Mori (1970) - Blagoje Vidinić (1970-1974) - Ştefan Stănculescu (1974–1975) - Otto Pfister (1985–1989) - Ali Makombo Alamande (1989) - Pierre Kalala Mukendi (1992-1993) - Louis Watunda (1993) - Pierre Kalala Mukendi (1994) - Jean-Santos Muntubila (1995) - Muhsin Ertuğral (1995–1996) - Jean-Santos Muntubila (1996–1997) - Mohamed Magassouba (1997) - Celio Barros (1997) - Saio Ernest Mokili (1997) - Georges Leekens (1997) - Louis Watunda Iyolo (1998-1999) - Medard Lusadusu Basilwa (1999-2000) - Roger Palmgren (1999-2000) - Mohamed Magassouba (2000) - Jean-Santos Muntubila (2001) | - Yuri Gavrilov (2001) - Eugène Kabongo (2002) - Andy Magloire Mfutila (2002-2003) - Mick Wadsworth (2003–2004) - Claude Le Roy (2004–2006) - Henri Depireux (2006–2007) - Patrice Neveu (2008–2010) - Robert Nouzaret (2010–2011) - Claude Le Roy (2011–2013) - Jean-Santos Muntubila (2013–2014) - Jean-Florent Ibengé (2014-2019) - Christian N'Sengi-Biembe (2019-2021) - Hector Cúper (2021-2022) - Sébastien Desabre (2022-) |

## Jugadores

### Última convocatoria
Lista de jugadores convocados para los partidos amistosos ante Malí y Madagascar celebrados los días 5 y 8 de junio de 2025.
| No. | Pos. | Jugador            | Fecha de nacimiento (edad)        | Apa. | Goles | Club           |
| --- | ---- | ------------------ | --------------------------------- | ---- | ----- | -------------- |
| 1   | POR  | Lionel Mpasi       | 1 de agosto de 1994 (31 años)     | 16   | 0     | Rodez          |
| 16  | POR  | Dimitry Bertaud    | 6 de junio de 1998 (27 años)      | 12   | 0     | Montpellier    |
| 21  | POR  | Timothy Fayulu     | 24 de julio de 1999 (26 años)     | 1    | 0     | Sion           |
|     |      |                    |                                   |      |       |                |
| 2   | DEF  | Steve Kapuadi      | 30 de abril de 1998 (27 años)     | 1    | 0     | Legia Varsovia |
| 5   | DEF  | Dylan Batubinsika  | 15 de febrero de 1996 (29 años)   | 12   | 1     | Saint-Étienne  |
| 12  | DEF  | Joris Kayembe      | 8 de agosto de 1994 (31 años)     | 13   | 0     | Genk           |
| 15  | DEF  | Rocky Bushiri      | 30 de noviembre de 1999 (25 años) | 4    | 0     | Hibernian      |
| 22  | DEF  | Chancel Mbemba     | 8 de agosto de 1994 (31 años)     | 94   | 6     | Marsella       |
| 24  | DEF  | Gédéon Kalulu      | 29 de agosto de 1997 (27 años)    | 21   | 0     | Lorient        |
| 26  | DEF  | Arthur Masuaku     | 7 de noviembre de 1993 (31 años)  | 34   | 3     | Beşiktaş       |
|     |      |                    |                                   |      |       |                |
| 7   | MED  | Nathanaël Mbuku    | 16 de marzo de 2002 (23 años)     | 5    | 0     | Dinamo Zagreb  |
| 8   | MED  | Samuel Moutoussamy | 12 de agosto de 1996 (29 años)    | 46   | 0     | Sivasspor      |
| 13  | MED  | Meschak Elia       | 6 de agosto de 1997 (28 años)     | 56   | 11    | Young Boys     |
| 14  | MED  | Noah Sadiki        | 17 de diciembre de 2004 (20 años) | 9    | 0     | Union SG       |
| 18  | MED  | Charles Pickel     | 15 de mayo de 1997 (28 años)      | 23   | 1     | Cremonese      |
| 25  | MED  | Edo Kayembe        | 3 de agosto de 1998 (27 años)     | 30   | 2     | Watford        |
|     |      |                    |                                   |      |       |                |
| 9   | DEL  | Samuel Essende     | 30 de enero de 1998 (27 años)     | 8    | 1     | Augsburgo      |
| 19  | DEL  | Fiston Mayele      | 24 de junio de 1994 (31 años)     | 22   | 5     | Pyramids       |
| 20  | DEL  | Yoane Wissa        | 3 de septiembre de 1996 (28 años) | 32   | 6     | Brentford      |
| 23  | DEL  | Simon Banza        | 13 de agosto de 1996 (29 años)    | 12   | 2     | Trabzonspor    |

### Máximas presencias
- Actualizado en febrero 2024

| #  | Jugador                | Periodo      | Partidos | Goles |
| -- | ---------------------- | ------------ | -------- | ----- |
| 1  | Issama Mpeko           | 2011–2023    | 81       | 1     |
| 2  | Chancel Mbemba         | 2012–present | 80       | 6     |
| 3  | Robert Kidiaba         | 2002–2015    | 64       | 0     |
| 4  | Cedrick Mabwati Gerard | 2015–present | 53       | 16    |
| 5  | Trésor Mputu           | 2004–2022    | 53       | 14    |
| 6  | Zola Matumona          | 2002–2014    | 53       | 9     |
| 7  | Joël Kimwaki           | 2009–2016    | 52       | 3     |
| 8  | Yannick Bolasie        | 2013–present | 50       | 9     |
| 9  | Marcel Mbayo           | 1996–2011    | 50       | 4     |
| 10 | Dieumerci Mbokani      | 2005–2022    | 49       | 22    |

### Máximos goleadores
- Actualizado en febrero de 2024

| #  | Jugador              | Periodo      | Goles. | PJ | Promedio |
| -- | -------------------- | ------------ | ------ | -- | -------- |
| 1  | Dieumerci Mbokani    | 2005–2022    | 22     | 49 | 0.45     |
| 2  | Cédric Bakambu       | 2015–present | 16     | 53 | 0.3      |
| 3  | Shabani Nonda        | 2000–2008    | 14     | 22 | 0.64     |
| 4  | Trésor Mputu         | 2004–2022    | 14     | 53 | 0.26     |
| 5  | Jean-Jacques Yemweni | 2000–2007    | 12     | 16 | 0.75     |
| 6  | Ndaye Mulamba        | 1973–1976    | 10     | 20 | 0.50     |
| 7  | Ngoy Kabongo         | 1981–1991    | 10     | 21 | 0.48     |
| 8  | Kakoko Etepé         | 1970–1976    | 9      | 31 | 0.29     |
| 9  | Dioko Kaluyituka     | 2004–2013    | 9      | 31 | 0.29     |
| 10 | Jonathan Bolingi     | 2014–present | 9      | 34 | 0.26     |